# Fiona Fiedler

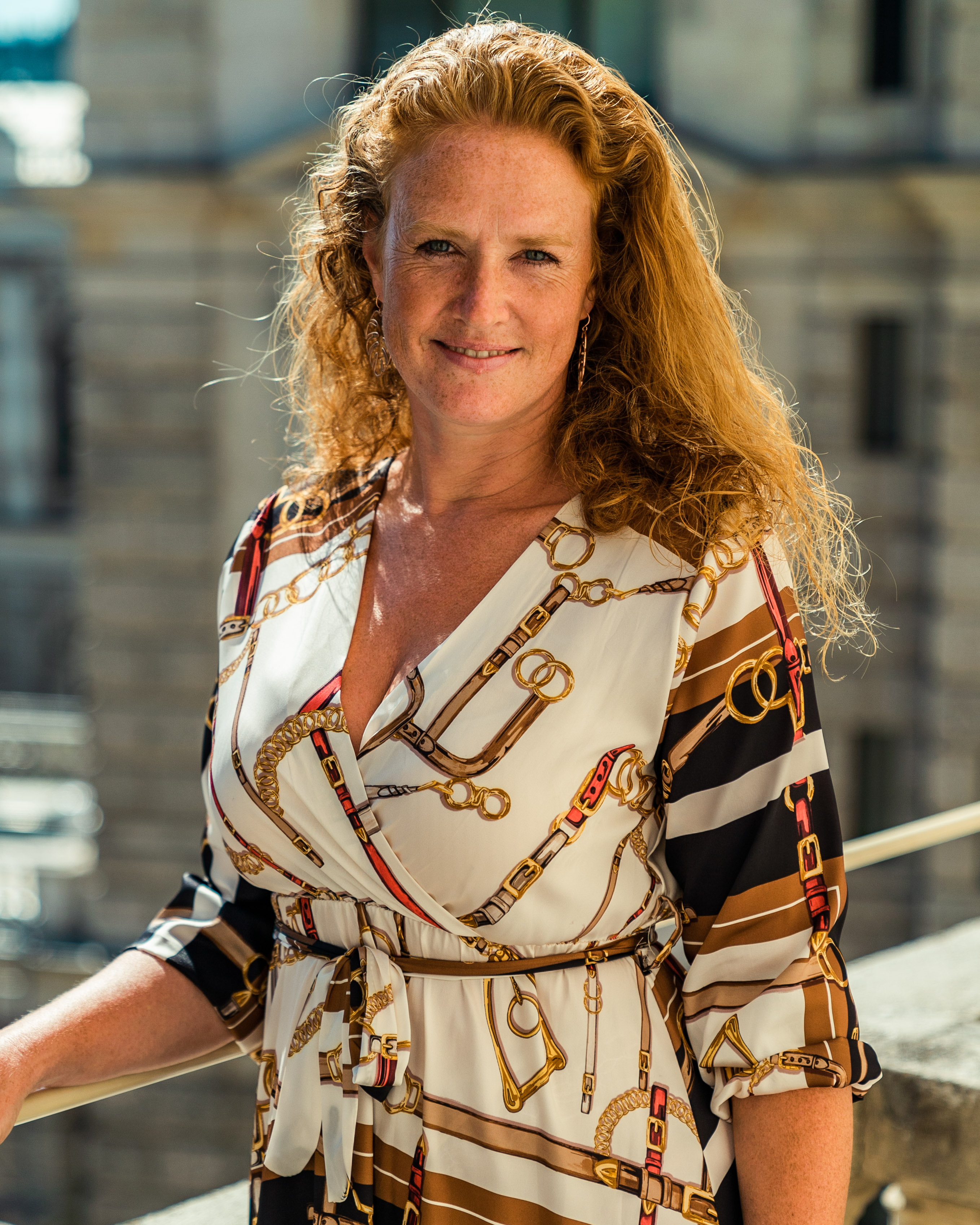
Fiona Fiedler (2019)

Fiona Fiedler (* 27. Jänner 1976 in Klagenfurt) ist eine österreichische Politikerin (NEOS – Das Neue Österreich und Liberales Forum). Seit dem 23. Oktober 2019 ist sie Abgeordnete zum Nationalrat.

## Leben

### Ausbildung und Beruf
Fiona Fiedler besuchte nach der Volksschule in Salzburg-Herrnau das Bundesgymnasium Nonntal, wo sie 1995 maturierte. Anschließend absolvierte sie das zweijährige Salzburger Kolleg für Tourismus in Kleßheim. Ab 2013 studierte sie an der Pädagogischen Hochschule Steiermark, das Studium schloss sie 2016 als Bachelor of Education (BEd) ab. Außerdem begann sie eine Ausbildung zur Kinderchorleiterin am Johann-Joseph-Fux-Konservatorium Graz. Von 2003 bis 2009 war sie in der Gastronomie tätig, ab 2017 Volksschullehrerin in der Steiermark. Fiedler lebt seit 1998 in Graz, ist verheiratet und Mutter zweier Söhne.

### Politik
Seit 2019 ist sie Mitglied von NEOS, für die sie bei der Nationalratswahl 2019 als Spitzenkandidatin im Landeswahlkreis Steiermark kandidierte. Am 23. Oktober 2019 wurde sie zu Beginn der XXVII. Gesetzgebungsperiode als Abgeordnete zum österreichischen Nationalrat angelobt. Im NEOS-Parlamentsklub fungiert sie als Bereichssprecherin für Menschen mit Behinderungen und Tierschutz.
Am 20. Jänner 2022 stimmte sie im Nationalrat gegen den Gesetzesentwurf zur Einführung der COVID-19-Impfpflicht in Österreich, der aber von einer Mehrheit der Nationalratsabgeordneten angenommen wurde. Für die Nationalratswahl 2024 wurde sie hinter Veit Dengler auf Platz zwei der steirischen NEOS-Landesliste gereiht.